# 薩金特 (內布拉斯加州)
薩金特（英語：Sargent）是位於美國內布拉斯加州卡斯特縣的城市。

## 人口
根據2020年美國人口普查的數據，薩金特的面積為2.81平方千米，皆為陸地。當地共有人口500人，而人口密度為每平方千米178人。